# Русько-половецькі війни
Ру́сько-полове́цькі війни — серія військових конфліктів на теренах Руси між руськими князями та половецькими ханами, а також між самими князями в союзі з половцями. Описані в «Повісті временних літ».

## Хронологія

### XI

#### Перші контакти

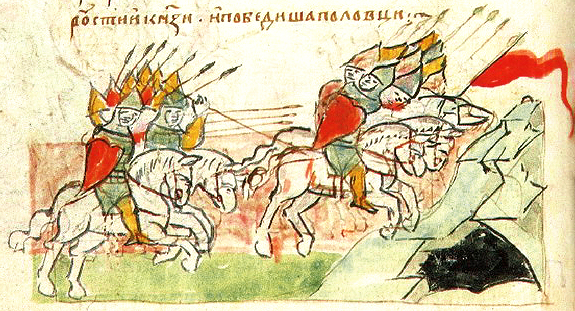
Перемога половців на Альті (1068) (Радзивілівський літопис).

- 1055: половці на чолі з ханом Блушем з'явилися на порубіжжі Переяславського князівства. Блуш уклав мир із переяславським князем Всеволодом Ярославичем[1].
- 1061—1062: половці хана Сокала атакували Переяславське князівство. Нападники розбили військо Всеволода Ярославича (1062.2.2), пограбували Переяславщину й повернулися до степу. Це був перший наїзд половців на Русь[2].
- 1068: напад половців на Русь. Нападники перемогли тріумвірат Ярославичів на річці Альта (ця поразка спричинила повстання в Києві), але були розбиті на річці Снов (1068.ХІ.1) силами чернігівського князя Святослава Ярославича.
- 1078: під час києво-полоцької війни (1077—1078) київський князь Ізяслав Ярославич з сином Святополком, а також його брат, чернігівський князь Всеволод Ярославич з сином Володимиром (Мономахом), уклали союз із половцями для боротьби проти полоцького князя Всеслава Брячиславича. Союзники спільно сплюндрували Полоцьке князівство. Це був перший випадок в історії, коли руські князі привели половців на Русь.
- 1078: князі-ізгої Олег Святославич і Борис Вячеславич, які втратили володіння після смерті батьків, уклали союз із половцями, скерований проти чернігівського князя Всеволода Ярославича. Їхні війська рушили на Русь і розбили Всеволода в битві на Сожиці (1078.8.25). Чернігівський князь звернувся по допомогу до брата, київського князя Ізяслава Ярославича, спільно з яким переміг супротивників у битві на Нежатиній Ниві (1078.10.3)[3].
- 1079: тмутороканський князь Роман Святославич уклав союз із половцями проти Всеволода Ярославича й оточив Воїнь. Під Переяславом Всеволод уклав сепаратний мир із половцями, які зняли облогу й убили Романа (1079.8.2)[4].
- 1080: половці хана Осіня атакували Новгород-Сіверщину.
- 1092: половці напали на Київське князівство під час великої літньої посухи; взяли міста Пісочен, Переволоку і Прилуки, спустошили багато сіл[5].
- 1092: теребовлянський князь Василько Ростиславич уклав союз із половцями і рушив у похід на Польщу «пустошити ляхів»[5].

#### Війна 1093—1094
- 1093: новий київський князь Святополк Ізяславич ув'язнив половецьких послів, які прийшли вимагати викуп мир після смерті Всеволода Ярославича[6]. У відповідь половці організували похід на Русь (ймовірно, під проводом ханів Тугоркана і Боняка), й взяли в облогу Торчеськ[6]. Святополк рушив на ворога разом із чернігівським князем Володимиром Мономахом і переяславським князем Ростиславом Всеволодовичем, але був розбитий у битві на Стугні (1093.5.26)[6]. Коли половці заходилися плюндрувати Київщину, Святополк знову виступив проти них, однак зазнав нищівної поразки вдруге, в битві на Желяні (1093.7.23)[7]. Після цього половці здобули Торчеськ і спалили його[7].
- 1094: київський князь Святополк уклав мир із половцями й одружився з донькою Тугоркана[8].
- 1094—1097: міжусобна війна на півдні й сході Русі, розпочата Олегом, Давидом і Ярославом Святославичами за отчину батька; Святославичі в союзі з половцями спустошили Чернігівщину, Переяславщину, Київщину, Ростовщину, Муромщину; міжусобиця закінчилася Любецьким з'їздом.
  - 1094: Олег із половцями здобули Чернігів.
  - 1096: облога половцями Києва та Переяслава; переяславці розбили половців на річці Трубіж; хан Боняк спалив Київські околиці та Печерський монастир.
- 1097—1100: міжусобна війна на заході Русі, розпочата Святополком Ізяславовичем за спадщину на Волині; противники князя в союзі з половцями спустошили Київщину і Волинь; міжусобиця закінчилася Витечівським з'їздом.
  - 1099: Давид Ігорович та половці Боняка розбили над Вягром угорців Коломана I, союзників Святополка.

### XII

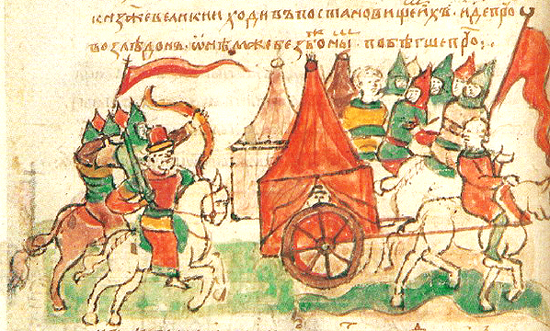
Напад русів на половців (Радзивілівський літопис).

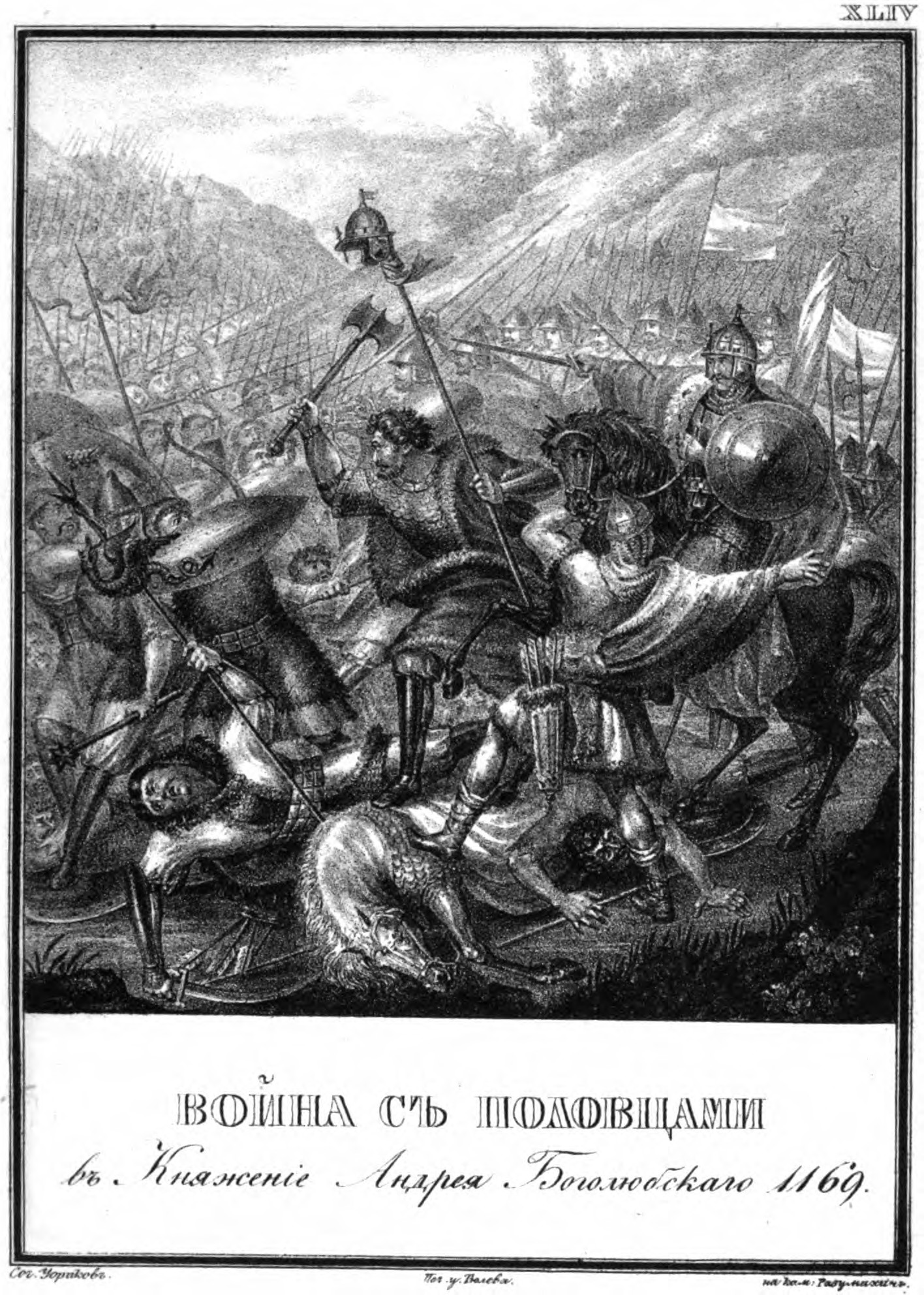
Війна з половцями (1169).

- 1103: Долобський з'їзд руських князів, напад русів Володимира Мономаха на половців; перемога русів на річці Сутінь.
- 1107: напад половців Боняка на Переяслващину, облога Лубен; перемога русів на річці Сула; укладено мир, скріплений шлюбами Юрія Довгорукого і Святослава Ольговича з доньками хана Аепи.
- 1111: напад русів Володимира Мономаха на половців; здобуто половецькі міста Шарукань і Сугров; перемога русів на річці Сальниця.
- 1116: напад русів Володимира Мономаха на половців; здобуто 3 половецькі міста.
- 1125: напад половців на Переяславщину; перемога русів Ярополка Володимировича біля Полкстіня.
- 1146—1154: міжусобна війна в Русі за володіння Києвом.
  - 1147: Святослава Ольговича в союзі з половцями розбив біля Карачева киян Ізяслава Мстиславича.
  - 1147: напад половців на Смоленщину.
  - 1148: стояння над Любичем між Ізяславом в союзі з угорцями проти Ольговичів у союзі з половцями.
  - 1149: перемога Юрія Довгорукого в союзі з половцями над киянами Ізяслава; здобуто Переяслав і Київ.
  - 1151: перемога Ізяслава над Юрієм Довгоруким і половцями на річці Рута; здобуто Київ і Переяслав.
  - 1152: облога Юрієм Довгоруким в союзі з половцями Чернігова; поразка нападників.
  - 1152: напад русів Мстислава Ізяславича на половців; перемога русів на річках Орель і Самара.
  - 1153: напад русів Мстислава Ізяславича на половців.
- 1168: напад русів Святослава Всеволодовича на половців; перемога русів у Чорноліській битві.
- 1169: напад Андрія Боголюбського в союзі з половцями на Київ; столицю здобуто й пограбовано.
- 1176: напад половців на Перяславщину і Київщину; поразка русів під Ростовцем.
- 1181: напад Ольговичів і половців на Київ; відбито силами Рюрика Ростиславича.
- 1183: напад русів Святослава Всеволодовича на половців; перемога русів на річці Орель.
- 1185: напад русів Святослава Всеволодовича на половців; перемога русів на річці Хорол.
- 1186: напад русів Ігоря Святославича на половців; поразка русів на річці Каяла («Слово о полку Ігоревім»).

### ХІІІ
- 1203: напад Рюрика Ростиславича в союзі з половцями на Київ та його розорення.
- 1220: напад Мстислава Удатного в союзі з половцями на Галич.
- 1245: Данило й Василько Романовичі в союзі з половцями розбив галицьку опозицію і угорців під Ярославом.